# Aleksandra & Konstantin
Aleksandra & Konstantin  (Wit-Russisch: Аляксандра і Канстанцін; Russisch: Константин и Александра) zijn een Wit-Russisch zangduo bestaande uit Aleksandra Kirsanova en Konstantin Drapezo.'

## Eurovisiesongfestival 2004
In 2004 debuteerde Wit-Rusland op het Eurovisiesongfestival. Op 31 januari 2004 werd de Wit-Russische nationale finale gehouden, waar Aleksandra & Konstantin als winnaar uit de bus kwamen met het liedje My Galileo. Tijdens het Eurovisiesongfestival 2004, wat in Istanboel, Turkije werd gehouden traden Aleksandra & Konstantin als tweede op in de halve finale van 12 mei. Ze wisten echter de finale niet te halen en eindigden als negentiende, met maar tien punten. 
Door de bijzonder slechte Engelse uitspraak van Aleksandra Kirsanova werd er een fictieve prijs naar haar vernoemd, de Alexandra Award. De prijs werd in de periode 2004-2006 en 2013 uitgereikt door een Songfestivalfansite aan de persoon met de slechtste Engelse accent, als een soort 'spin-off' van de bekende Barbara Dex Award (vernoemd naar de Belgische zangeres Barbara Dex). Alle keren dat de prijs werd uitgereikt, ging deze naar Wit-Rusland.

## Discografie

### Albums
- За ліхімі за марозамі (Ковчег, 2001)
- Сойка (2003)
- A&K Лепшае (West Records, 2004)
- Аўтаномная Навігацыя (West Records, 2006)
- Ключы златыя (Vigma, 2009)
- М1 (Vigma, 2013)[1]

### Ep's
- My Galileo. The Best (2004)
- Масьленіца (2011)[2]